# Stanné právo v Česku

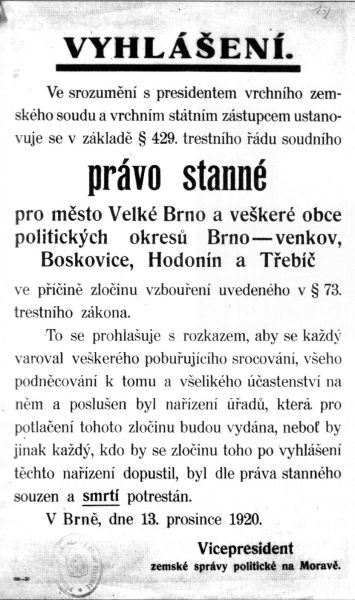
Vyhlášení stanného práva v Brně v prosinci 1920 navazující na generální stávku

Stanné právo v České republice není v současnosti definováno žádným zákonem, v minulosti však tento právní pojem existoval, a to s různými významy. V původním středověkém významu šlo o zásadu procesního práva, podle které strana, která se nedostavila včas k soudu, spor prohrála. Později se označení přeneslo na mimořádný institut trestního práva, vojenského nebo civilního charakteru, který umožňoval vládě a státním orgánům (vojsku, policii, soudům) provádět mimořádná opatření, zejména ve zrychleném režimu odsuzovat k smrti a popravovat. V různých podobách tento institut existoval v Habsburské monarchii, v Rakousku-Uhersku a v Československu, než byl v roce 1990 v rámci demokratizačních změn zrušen.

## Původ pojmu
Historie stanného práva v českých zemích sahá až do období středověku, konkrétně do poloviny 14. století, kdy se v právních textech objevuje pod označením „stanné právo“ či německy „erstandenes Recht“. Tento institut však tehdy neměl trestněprávní povahu, jak je tomu v moderním pojetí, nýbrž představoval specifickou procesní sankci v rámci civilního soudního řízení. Jednalo se o právo, které svědčilo žalobci v případě, že se žalovaný bez řádné omluvy nedostavil k soudu. Po zahájení soudu byla totiž každá strana sporu dotazována, zda „stojí na svém právu“, tedy zda je přítomna; po třetím marném vyvolání spor prohrála a soud vydal kontumační rozsudek pro zmeškání, tedy ve prospěch žalobce. Tato forma stanného práva se vztahovala rovněž na situace, kdy žalovaný ve stanovené lhůtě nepodal písemnou odpověď na žalobu doručenou soudem. V takovém případě bylo možné vydat rozsudek bez dalšího projednávání věci, pokud žalovaný nedoložil omluvitelné důvody své nečinnosti nebo nepřítomnosti. Důvody byly posuzovány individuálně podle konkrétních okolností případu. Obnovené zřízení zemské z poloviny 17. století, v němž se objevují poslední zmínky o tomto původním staročeském pojetí stanného práva, uvádí například službu králi na cizím území jako legitimní omluvu nepřítomnosti.
Novější význam však patrně vznikl vlivem německého termínu Standrecht, tj. „právo vykonané na místě“.

## Vývoj do roku 1918

### Vojenské stanné právo
Stanné právo jako jeden z druhů vojenského soudnictví, vzniklo pravděpodobně mezi lety 1570–1585 jako odpověď na rostoucí nekázeň v řadách lancknechtů, kdy vojenské soudy potřebovaly rychlý a účinný způsob, jak řešit jednoduché případy během válečného stavu, zejména zběhy, dezertéry, svévolná zabití a nepřijatelná chování žen u vojska. Stanné řízení bylo rychlé, rozhodoval šoltys se 24 přísedícími, obviněný neměl čas na přípravu obhajoby a rozsudek se zpravidla vykonával ještě téhož dne bez možnosti zmírnění trestu. Tresty byly často velmi tvrdé, například u zběhů a dezertérů, kteří přivedli druhy do léčky, zahrnovaly těžké fyzické tresty až po rozčtvrcení. Kromě stanného práva existovala také mimosoudní exekuce na rozkaz velitele, často spočívající v nočních popravách s výstražným nápisem. Častý výskyt těchto případů vedl ke vzniku stanného práva jako formálnějšího a soudního nástroje vojenské kázně. V 17. století, zvláště v souvislosti s třicetiletou válkou, se vojenské právo měnilo. Některé starší druhy vojenských práv zanikly, stanné právo však zůstalo hlavním nástrojem pro trestání závažných provinění jako loupež, vzpoura, zrada či zběhnutí. V té době začalo pronikat i do dalších evropských zemí, například Dánska, Německa či Rakouska. Na počátku 18. století došlo ke sjednocení vojenského stanného práva: v Prusku v roce 1712 vydal král Bedřich I. Řád válečného soudu, který stanné právo upravil, ale od roku 1726 začal jeho význam pomalu klesat a ztrácela se jeho přísnost. V Rakousku bylo sjednocení pomalejší, ale původní přísné principy byly zachovány v Řádu pro rakouskou pěchotu z roku 1737. Soudy musely stanné řízení ukončit do 24 hodin, výjimečně rozhodovali důstojníci bez přísedících, zejména pokud byl oddíl odloučen. V 19. století se rozsah stanného práva rozšiřoval. Postihovalo závažná porušení kázně, vzpoury, plenění, zběhnutí, zrada, ale i civilní delikty jako vyzvědačství či nelegální verbování. V období revolucí 1848–1849 bylo vojenské stanné právo vyhlášeno i ve velkých městech, jako Vídeň a Praha, a vztahovalo se i na civilisty. V Uhersku pak bylo využíváno i pro politické delikty. Vojenský trestní řád z roku 1884 zavedl výjimky, kdy bylo možné stanné řízení konat bez auditora, například při vzpouře v bezprostředním kontaktu s nepřítelem nebo na válečných lodích. Na počátku 20. století byla upravena pravidla pro stanné řízení v několika kategoriích podle závažnosti provinění a úrovně vyhlášení stanného práva. Řízení vedl předseda – důstojník justiční služby – s několika důstojníky, rozsudky musely být vydány do tří dnů, v naléhavých případech mohl být uložen trest smrti s velmi rychlým vykonáním. Obviněný měl právo na obhájce. Za první světové války byla vyhlášena vyhláška o vojenském stanném právu v poli, která rozšířila působnost i na civilisty na územích Rakouska, Uherska a Bosny a Hercegoviny. Stanné právo se často používalo k potlačení dezercí, vzpour a dalších porušení kázně, například proti českým vojákům v Srbsku či civilistům v Moravské Ostravě. Po vzpouře v Rumburku v roce 1918 bylo stanné právo vyhlášeno v dalších okresech, kde byly trestány zejména pobuřování, vzpoura, dezerce a drancování.

### Civilní stanné právo
Civilní stanné právo, které se začalo používat od počátku 18. století, vycházelo jen z některých rysů vojenského stanného práva, ale bylo samostatným institutem s odlišným účelem a širším záběrem – postihovalo obecnou populaci bez ohledu na postavení. Vzniklo z rakouského sumárního trestního řízení z 17. století, jež umožňovalo rychlé potrestání nejzávažnějších trestných činů, často spojených s trestem smrti vykonávaným na místě. První zmínky o civilním stanném právu pocházejí z patentů z první poloviny 18. století, například pro Dolní Rakousy (1721) a české země (1726). Za Marie Terezie bylo stanné řízení svěřeno městským soudům a mělo být rychlé a neformální, často s trestem smrti v průběhu 24 hodin od dopadení viníka. Constitutio Criminalis Theresiana (1768) pak plně začlenila civilní stanné právo do soudní soustavy, přičemž bylo charakteristické používání tortury a presumpce viny. Civilní stanný soud původně sestavoval krajský hejtman, později jej tvořil zemský či krajský soud. Do roku 1873 měl pět soudců, poté čtyřčlenný senát. Byl příslušný i k projednávání některých vojenských případů. Stanné řízení mělo probíhat veřejně, ústně a bez přerušení, s rychlým vynesením rozsudku – zpočátku do 24 hodin, později do tří až osmi dnů. Od poloviny 19. století byla zavedena povinná obhajoba a pro odsouzení byla třeba většinově, později jednomyslně, hlasující soudní komise. Trestem byla většinou smrt, která se u mužů vykonávala oběšením, u žen stětím mečem. Výjimky pro méně závažné pachatele zahrnovaly těžký žalář nebo veřejné práce. Od 19. století se výjimky vztahovaly i na mladistvé. Opravné prostředky nebyly přípustné a milost neměla odkladný účinek. Stanné právo původně zanikalo automaticky, od poloviny 19. století vyžadovalo výslovné odvolání. V Uhrách bylo civilní stanné právo zavedeno později (1846), s přísnějšími pravidly a širším rozsahem včetně politických případů. Od druhé poloviny 19. století byla stanná práva vyhlašována v souvislosti s narůstajícími národnostními spory, například v Praze v roce 1897 kvůli nepokojům v souvislosti s Badeniho jazykovými nařízeními. V roce 1908 vedly podobné spory k vyhlášení výjimečného stavu s vojenským zákrokem. Během první světové války bylo stanné právo opět opakovaně vyhlášeno na několika místech (Olomouc, Prostějov, Ostravsko, Plzeň) v reakci na nepokoje, stávky a demonstrace, někdy doprovázené násilím a oběťmi.

## Stanné právo v Československu

### Meziválečná republika
Institut stanného práva byl zachován i po první světové válce. Stanné právo bylo v Československu poprvé vyhlášeno krátce po jejím skončení, v období politických a sociálních nepokojů způsobených německou nesmiřitelností s novým uspořádáním státu. K vyhlášení došlo například koncem listopadu 1918 v Mostě a v prosinci téhož roku v Jablonci nad Nisou. Následující měsíce charakterizovala vysoká nezaměstnanost, bída, hlad a rostoucí politický radikalismus, které vedly k vyhlášení stanného práva na území celého Československa v červnu 1919. Toto právo se vztahovalo na závažné vojenské i civilní trestné činy, jako byly vzpoura, odboj, zběhnutí, rušení kázně, vyzvědačství, plenění, vraždy, loupeže či veřejné násilí, přičemž vojenské zločiny byly trestány zastřelením. Stanné právo bylo postupně zrušeno k 28. říjnu 1919 s výjimkou některých oblastí, jako Moravská Ostrava, východní Slezsko a Slovensko. V prosinci 1920 bylo znovu vyhlášeno v Brně a přilehlých politických okresech v souvislosti s dělnickou stávkou a pokusem o převzetí moci, kdy byla za pobuřování hrozila smrt. Situace byla napjatá také na Slovensku, kde bylo stanné právo poprvé vyhlášeno od března 1919 a v dalších letech několikrát obnovováno, až bylo definitivně zrušeno v listopadu 1921. Reformou z roku 1922 byla pravomoc vyhlásit stanné právo na Slovensku a Podkarpatské Rusi přenesena na vládu, přičemž v naléhavých případech mohl stanné právo vyhlásit ministr s plnou mocí či guvernér. O vyhlášení bylo třeba informovat Národní shromáždění, které mohlo požadovat jeho zrušení. Podobný postup platil i v Čechách a u vojenského stanného práva.

### Protektorát Čechy a Morava
V obdobní nacistické nadvlády bylo stanné právo používáno k represím vůči českému obyvatelstvu. Bylo vyhlášeno dvakrát, poprvé po nástupu Reinharda Heydricha na místo říšského protektora dne 28. září 1941 od 12:00 hodin, a to v reakci na zesílení odbojových aktivit po nacistickém útoku na Sovětský svaz. Podle výnosu platil výjimečný stav s přísným zákazem shromažďování, omezením veřejných akcí a zavedením policejní hodiny, během níž musely být všechny veřejné podniky uzavřeny do 22:00 hodin. Stanné právo umožňovalo gestapu a německým vojenským orgánům rychle a bez možnosti odvolání trestat provinění narušující veřejný pořádek, bezpečnost a hospodářský život – zejména nedovolené přechovávání zbraní, střeliva či výbušnin. Tresty byly často smrtící, vykonávané zastřelením či oběšením. Již 1. října 1941 byl za vlastizradu odsouzen k smrti předseda první protektorátní vlády Alois Eliáš, který udržoval kontakty s domácím odbojem. Soud proběhl v pražském Petschkově paláci, sídle gestapa, během jednoho dne. Během stanného práva bylo do konce listopadu 1941 popraveno 404 osob, přičemž zatčených bylo podle historiků čtyři až pět tisíc. Represivní opatření byla zároveň doprovázena snahou nacistické správy získat si přízeň českého dělnictva, klíčového pro válečnou výrobu. V této souvislosti byla například zrušena policejní hodina již 9. října, přestože výjimečný stav trval dál. Stanné právo také znamenalo výrazné omezení vzdělávání a kulturního života. České vysoké školy, zavřené od roku 1939, zůstaly nadále uzavřené, a vyučování bylo omezeno pouze na vybrané předměty. První stanné právo skončil na většině území 1. prosince 1941, avšak v Praze a Brně pokračoval až do 19. ledna 1942, kdy byla ustanovena nová protektorátní vláda vedená Jaroslavem Krejčím.
Druhé stanné právo bylo vyhlášeno po atentátu na říšského protektora Heydricha, který provedla skupina parašutistů Anthropoid 27. května 1942 v Praze. Heydrich zemřel na následky zranění o několik dní později, což vyvolalo rozsáhlé represe nacistické správy. Byl vyhlášen civilní výjimečný stav, který omezil veřejný život – zakázal shromáždění, kulturní akce, veřejnou dopravu a zavedl noční zákaz vycházení s hrozbou zastřelení. Po atentátu následovala rozsáhlá pátrací operace, do níž bylo zapojeno několik tisíc příslušníků SS, SA, policie a Wehrmachtu. Více než tisíc osob bylo zadrženo a mnozí z nich bez soudu popraveni, často za podezření z podpory atentátu. Adolf Hitler 13. června 1942 nařídil, že pokud nebudou pachatelé dopadeni, bude zastřeleno 30 000 „politicky podezřelých“ Čechů. Po zradě Karla Čurdy gestapo 18. června obklíčilo pražský kostel sv. Cyrila a Metoděje a zlikvidovalo sedm parašutistů včetně Jozefa Gabčíka a Jana Kubiše. Následně byly Ležáky vyhlazeny jako trest za ukrývání vysílačky, všichni dospělí obyvatelé (33 osob) byli zastřeleni a vesnice vypálena. Podobný osud potkal i Lidice. K 24. červnu 1942 bylo k trestu smrti stannými soudy odsouzeno téměř 700 lidí, přičemž celkový počet odsouzených k smrti během druhého stanného práva dosáhl téměř dvojnásobku. Civilní výjimečný stav skončil 3. července 1942, stanné soudy však pokračovaly. Mezi 28. květnem a 1. zářím 1942 bylo k trestu smrti odsouzeno 1 357 osob, dále bylo zhruba 200 osob zastřelených v Lidicích a Ležákách, zhruba 3 000 Židů popravených v likvidačních táborech a přibližně 500 osob zemřelých mučením v koncentračních táborech. Celkem tak represivní opatření druhého stanného práva stála život přes 5 000 osob, což více než desetinásobně převýšilo oběti prvního stanného práva. Oběti zahrnovaly i ženy, děti a církevní hodnostáře.

### Poválečná republika
Institut stanného práva byl zachován i po druhé světové válce, nebylo však rozlišováno mezi vojenským a civilním. Právní úprava zakotvená v trestním řádu umožňovala vládě vyhlásit stanné právo v případech, kdy se zvlášť nebezpečně rozmáhaly závažné trestné činy, jako terorismus, sabotáž, spekulace, rozkrádání socialistického majetku, útoky na státní orgány či veřejné činitele, vraždy, loupeže nebo další trestné činy spojené s válečnými operacemi či vojenskou službou. Vyhlášení stanného práva bylo územně omezeno na konkrétní oblasti či útvary ozbrojených sil a vždy veřejně oznámeno s uvedením postihovaných trestných činů a výhružkou trestem smrti pro pachatele. Podle zákona byl každý, kdo po vyhlášení stanného práva spáchal některý z uvedených trestných činů, potrestán smrtí, přičemž soud mohl v případě závažných polehčujících okolností uložit místo trestu smrti trest odnětí svobody na sedm až patnáct let. Mladiství a vojáci v činné službě byli postihováni mírnějšími tresty odnětí svobody. Stanné řízení bylo rychlé a přísné – konalo se pouze u okresního soudu bez předběžného projednání a muselo být ukončeno do 72 hodin od postavení obžalovaného před soud. Obžalovaný musel mít obhájce a soudní rozhodnutí muselo být jednomyslné. Pokud nebylo možné řízení dokončit ve stanovené lhůtě nebo nebyla prokázána vina podle kritérií stanného práva, byla věc předána k řízení podle obecných soudních předpisů. Proti rozsudku ve stanném řízení nebylo přípustné odvolání. Trest smrti se vykonával zpravidla do 3 až 12 hodin po vyhlášení rozsudku. Zrušení stanného práva prováděla vláda, která o tom veřejně informovala. Po zrušení stanného práva byly nerozhodnuté případy předány obecným soudům a rozsudky smrti, které nebyly vykonány, pozbývaly platnosti.
Stanné právo nebylo v poválečném období nikdy vyhlášeno (objevují se informace o tom, že k jeho vyhlášení došlo při invazi v roce 1968, to však nedokládají dobové záznamy a popírá to i například historik Prokop Tomek), a v roce 1990 byla příslušná ustanovení trestního řádu zrušena.